# Lahitte
Lahitte is een gemeente in het Franse departement Gers (regio Occitanie) en telt 185 inwoners (1999). De plaats maakt deel uit van het arrondissement Auch.

## Geografie
De oppervlakte van Lahitte bedraagt 5,1 km², de bevolkingsdichtheid is 36,3 inwoners per km².
De onderstaande kaart toont de ligging van Lahitte met de belangrijkste infrastructuur en aangrenzende gemeenten.

## Demografie

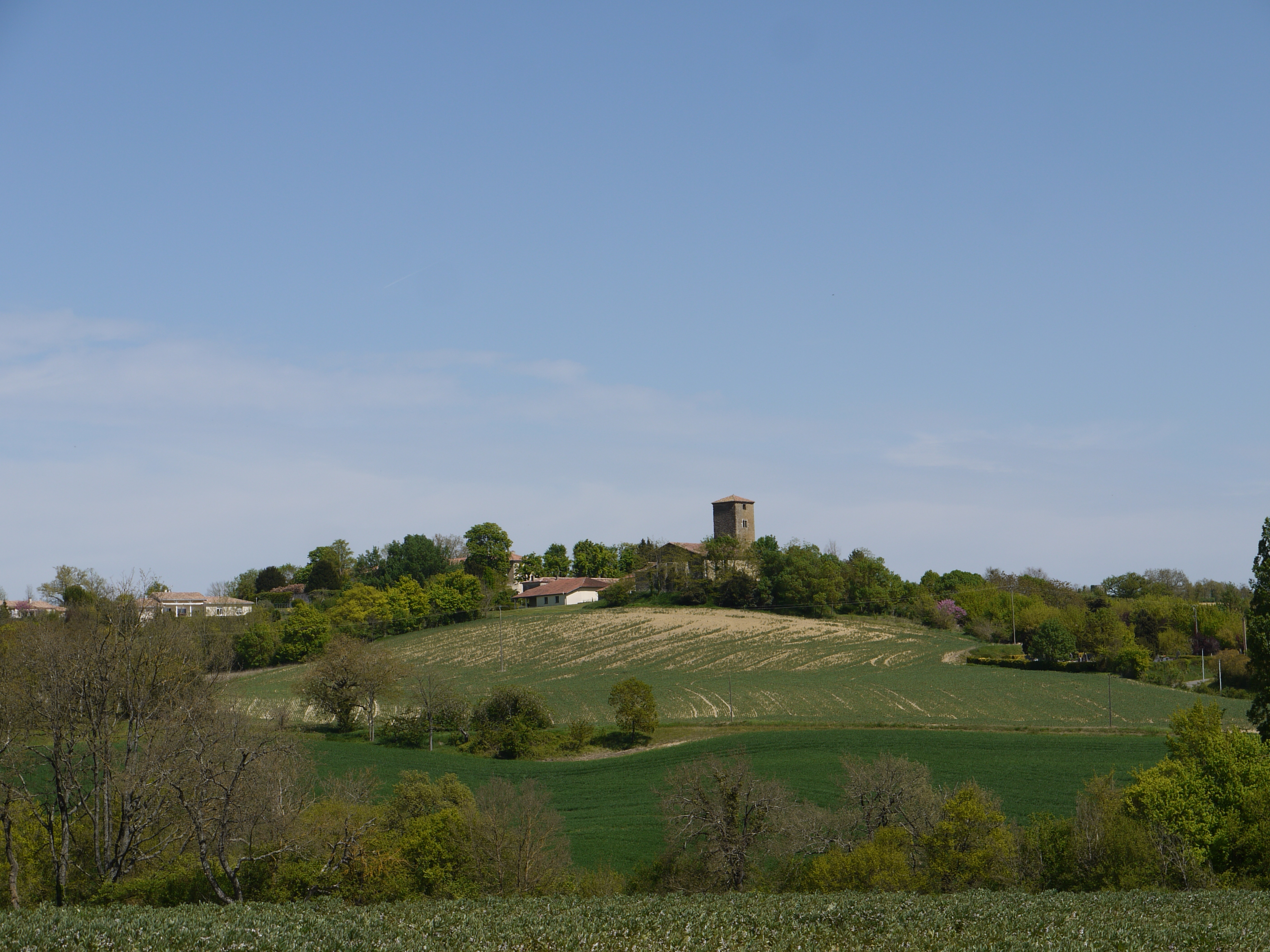
Lahitte

Onderstaande figuur toont het verloop van het inwonertal (bron: INSEE-tellingen).